# Echeandia formosa
Echeandia formosa là một loài thực vật có hoa trong họ Măng tây. Loài này được (Weath.) Cruden mô tả khoa học đầu tiên năm 1986.